# Julius Neubronner

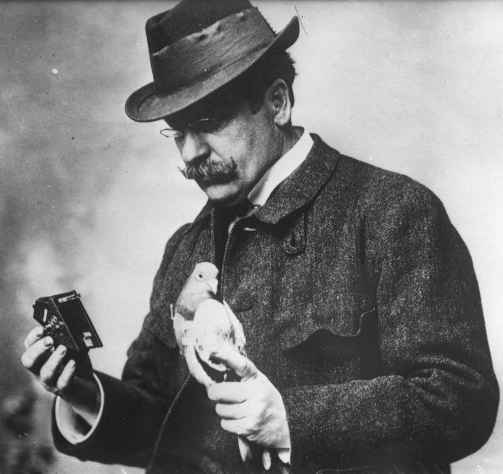
Julius Neubronner (1914)

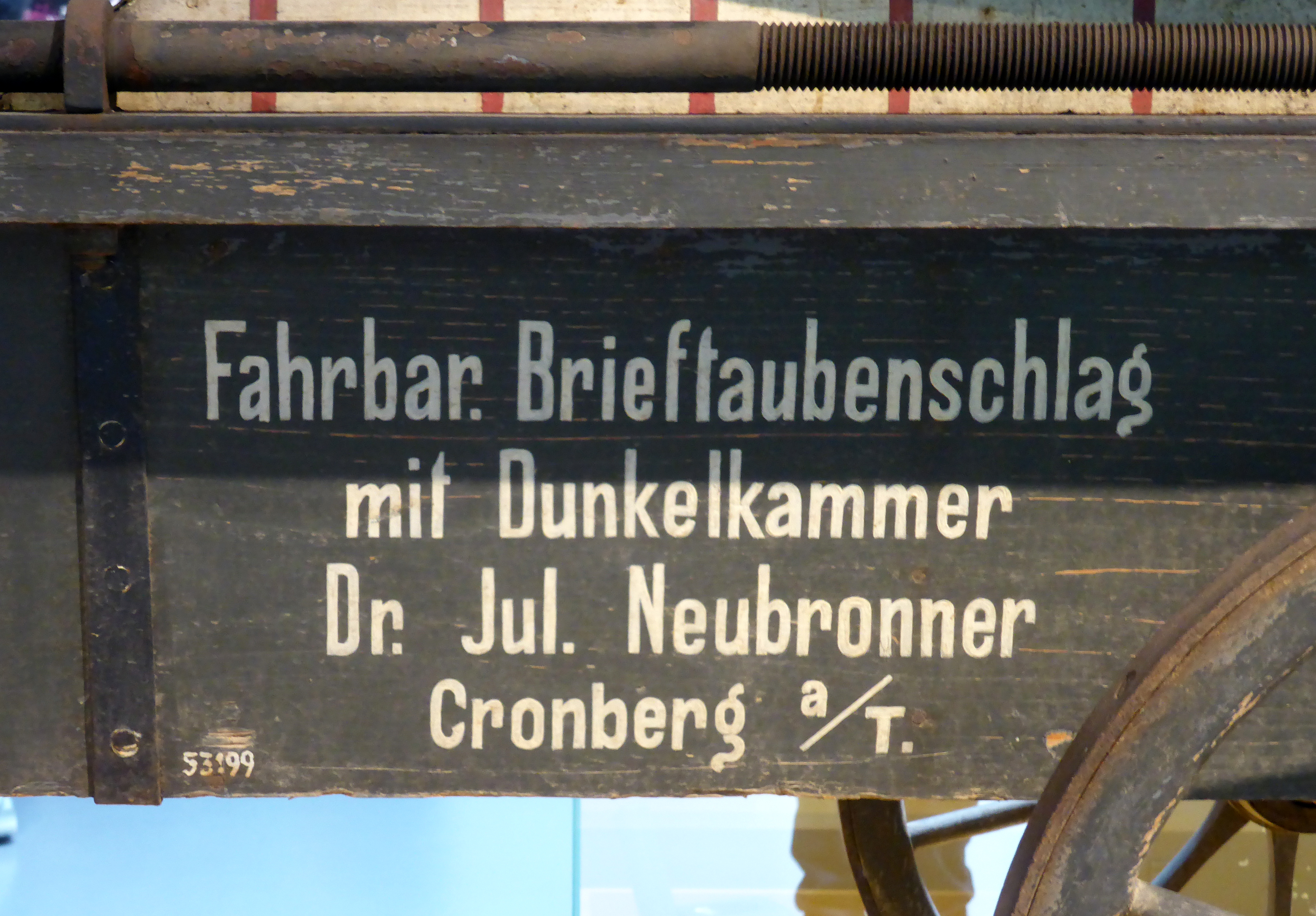
Fahrbarer Brieftaubenschlag mit Dunkelkammer

Julius Gustav Neubronner (* 8. Februar 1852 in Kronberg im Taunus; † 17. April 1932 ebenda) war ein deutscher Apotheker, Erfinder, Firmengründer und Pionier der Amateurfotografie.

## Vater und Großvater
Die Familie Neubronner, abstammend von Tobias Neubronner (1694–1762), Zunftmeister der Kaufleute der Reichsstadt Ulm, war in Kronberg als Apothekersfamilie ansässig, seit Christian Neubronner dort 1808 eine Apotheke übernommen hatte.
1844 ging die Apotheke an seinen Sohn Wilhelm Neubronner (1813–1894) über, einen langjährigen Freund des Malers Anton Burger und Vater von Julius Neubronner. Während der Märzrevolution 1848 leitete er die örtliche Bürgerwehr. Die Frau von Wilhelm Neubronner und Mutter von Julius Neubronner stammte aus der Schauspielerfamilie Löwe, ihre Schwester war die Sängerin Sophie Löwe.

## Jugend

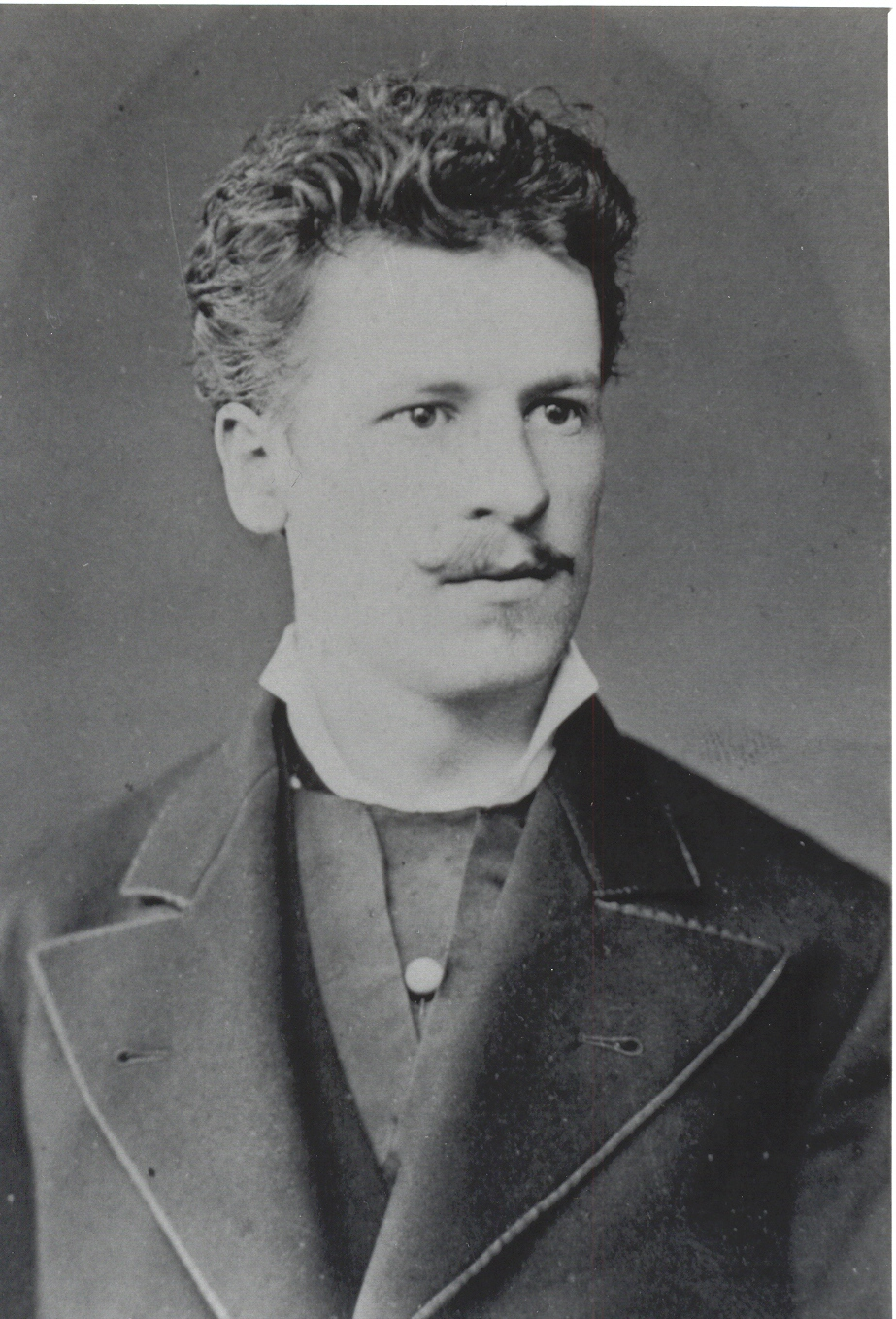
Julius Neubronner 1877 zu seiner Gießener Studienzeit

Schon als Jugendlicher war Julius Neubronner ein begeisterter Amateurfotograf. 1865 fand er eine von seinem Vater kurz nach Erfindung der Fotografie selbst gebaute Kamera für das Talbotsche Verfahren. Alle Experimente damit scheiterten an den zu kurzen Belichtungszeiten im inzwischen üblichen Minutenbereich. Den Erwerb seiner ersten funktionierenden Kamera verheimlichte er vor den Eltern. Die Finanzierung erfolgte durch ein Darlehen beim Dienstmädchen der Familie eines Freundes. Bei deren Entlassung musste der Apparat verkauft werden, es kam zu einem Prozess mit dem Käufer, und die Sache flog auf. Während seines Studiums hatte er später mehr Erfolg mit der Fotografie. Gemeinsam mit einem anderen Freund richtete er in rustikaler Lage ein Fotoatelier ein, das als Treffpunkt ihrer Schwestern von Anton Burger karikiert wurde.
Neubronner wurde zunächst zusammen mit zwei Schwestern zu Hause unterrichtet. Sein Patenonkel Julius Löwe betrieb in Frankfurt ein chemisches Laboratorium, und ab 1864 besuchte der zunächst zwölfjährige Junge dort das Gymnasium ab der Quarta. Nach drei Jahren wechselte er nach Weilburg und machte dort die mittlere Reife. Nach einem Jahr Lehrzeit in der väterlichen Apotheke ging er zum Königlichen Realgymnasium in Wiesbaden. Seinen Militärdienst leistete er zumindest zeitweise in der Provinz Hannover. 1873 schloss er in einer Berliner Apotheke die Lehre zum Apothekergehilfen ab. Die vorgeschriebenen 3 Jahre „Kondition“ absolvierte er bei Apotheken in Bendorf, Frankfurt, Hannoversch-Münden und Nyon. In Nyon machte er erste Erfahrungen mit der Stereoskopie.
Neubronner studierte ab 1876 Pharmazie in Gießen, wo er in den vier Jahre zuvor als Pharmazeutischer Verein gegründeten Akademisch-Naturwissenschaftlichen Verein (seit 1906 Burschenschaft Frankonia Gießen) eintrat. Kurz nach der pharmazeutischen Staatsprüfung 1877 begann er 1878 ein Chemiestudium an der Königlichen Universität Berlin, wechselte jedoch bald nach Heidelberg, wo er im Dezember 1879 zum Dr. phil. promovierte.

## Apotheke und Fabrik

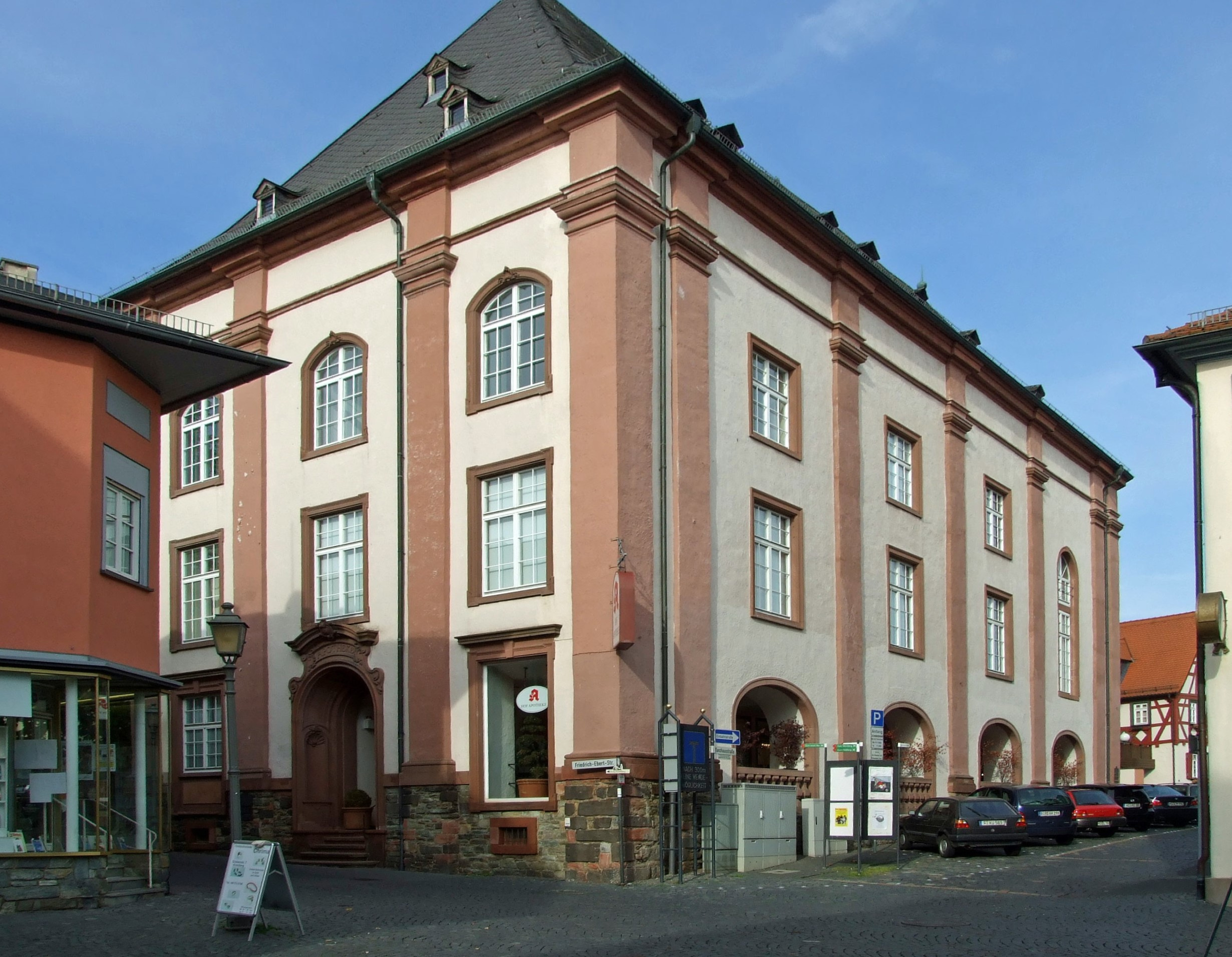
Kronberger Streitkirche mit der noch heute dort bestehenden Hof-Apotheke.

1886 übernahm Julius Neubronner von seinem Vater die Apotheke in Kronberg sowie die Verwendung von Brieftauben zur schnellen Beförderung von Rezepten. 1887 erwarb er ein bedeutendes historisches Gebäude, die ursprünglich als katholische Kirche im evangelischen Kronberg geplante, jedoch nie geweihte, Streitkirche. Nach einem Umbau des zuletzt als Gastwirtschaft genutzten Hauses durch den Frankfurter Architekten Alfred Günther konnten Familie und Apotheke 1891 umziehen. Nachdem Kaiser Friedrich III. im Dreikaiserjahr 1888 nach nur 99 Tagen Amtszeit starb, ließ sich seine Witwe Kaiserin Friedrich im Wald bei Kronberg Schloss Friedrichshof als Witwenresidenz errichten; Neubronner hatte nun den Rang eines Hofapothekers.
Schon Wilhelm Neubronner hatte zur schnellen Beförderung von Rezepten Brieftauben eingesetzt; so war die Medizin oft schon fertig vorbereitet, wenn der Bote vom Arzt oder Patienten eintraf. Julius Neubronner baute die Nutzung der Brieftauben weiter aus. Er bezog dringend benötigte Chemikalien in Mengen bis 75 Gramm auf diese Weise aus Frankfurt am Main und lieferte dringende Medikamente auf dieselbe Weise ins Sanatorium in Falkenstein (Königstein im Taunus). Dieses 1876 von Peter Dettweiler gegründete bedeutende Lungensanatorium wurde zwischen 1907 und 1909 durch ein Erholungsheim für Offiziere ersetzt. 1897 erhielt Neubronner die seit fast 30 Jahren von der Familie angestrebte Genehmigung, in Königstein eine Zweigstelle zu eröffnen.
Zwischen 1903 und 1920 nahm Neubronner historisch bedeutsame Amateurfilme auf, die von 1994 bis 1996 vom Deutschen Filmmuseum restauriert und später auf YouTube veröffentlicht wurden. Beim mühsamen Kleben der Foto-Glasplatten zum Zweck von Laterna-magica-Vorführungen erfand er den Prozess vereinfachende und haltbarere „Trockenklebestreifen“, die er patentierte. Für Produktion und Vertrieb gründete er 1905 die Fabrik für Trockenklebematerial, die unter dem Namen Neubronner GmbH & Co. KG mit ca. 80 Mitarbeitern noch heute besteht.

## Privatleben und Brieftaubenfotografie

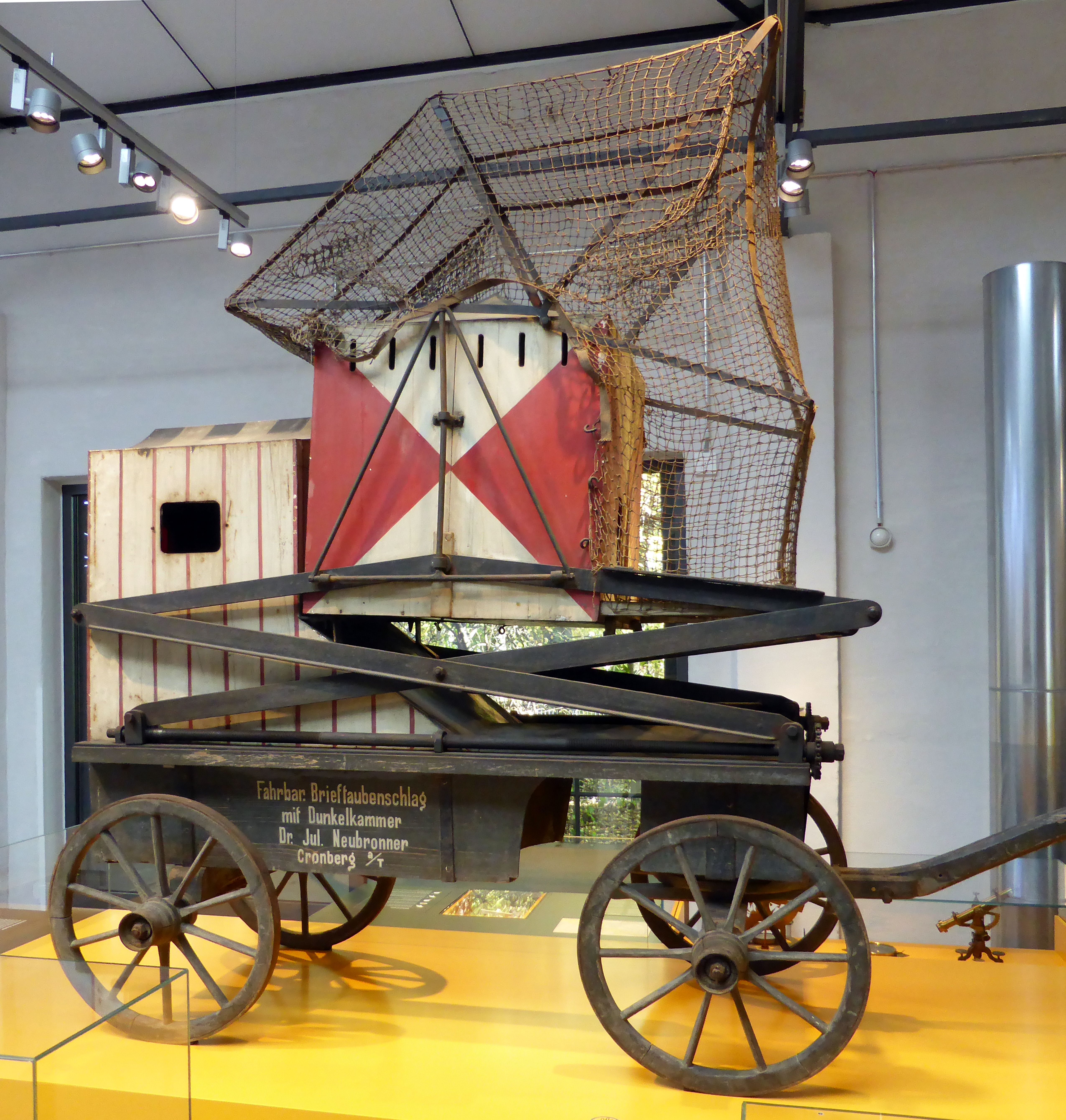
Fahrbarer Brieftaubenschlag mit Dunkelkammer

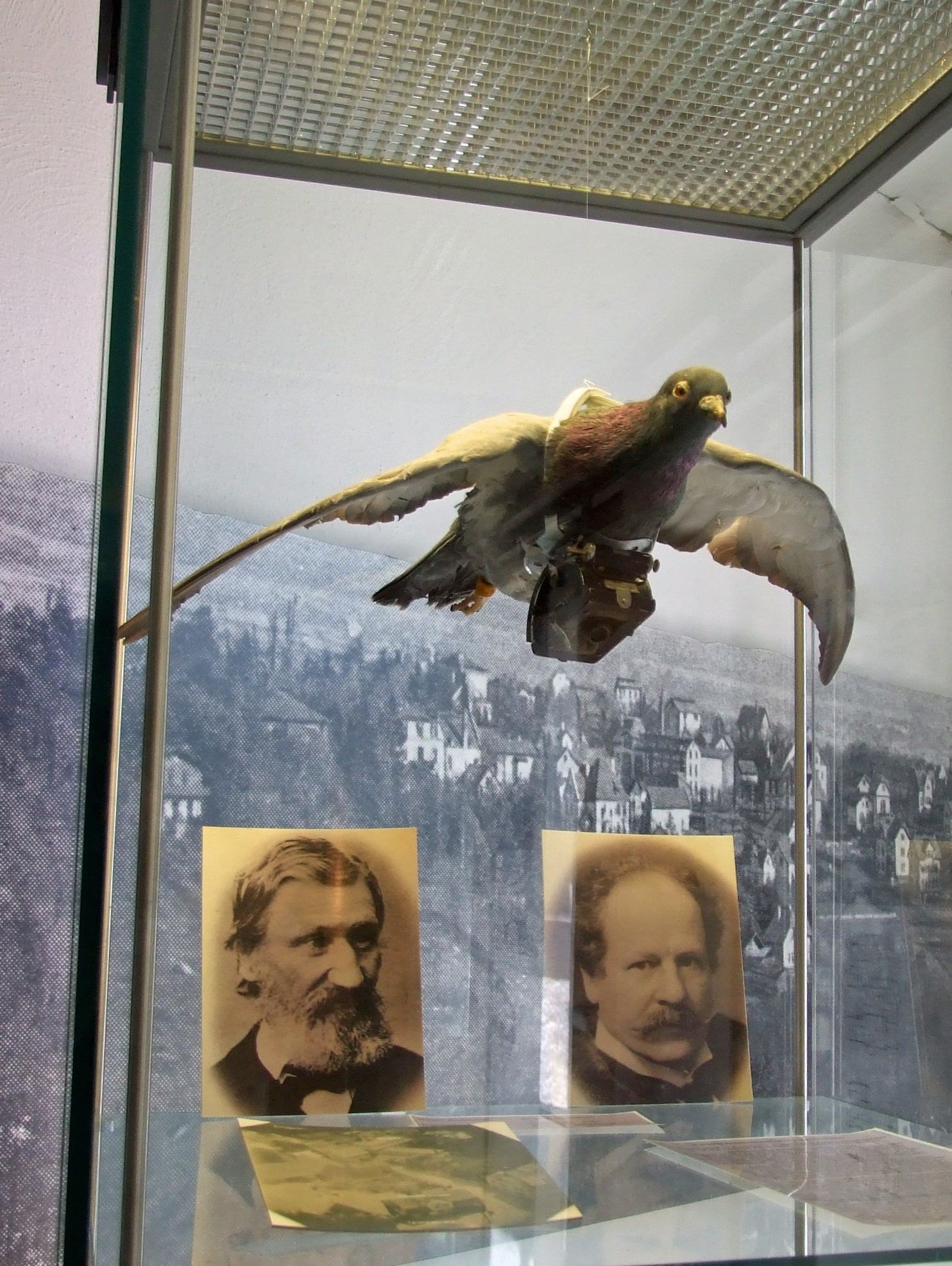
Vitrine mit ausgestopfter Brieftaube und Porträtfotos im Museum für Stadtgeschichte der Stadt Kronberg

1886 heiratete Julius Neubronner Charlotte Stiebel (1865–1924). Ihr Vater Fritz Stiebel (1824–1902) war einer der bekanntesten Frankfurter Ärzte der Zeit. Ihr Großvater mütterlicherseits war der Kronberger Mäzen und Ehrenbürger Jacques Reiss (1807–1887), der Hauptinitiators der Cronberger Eisenbahn-Gesellschaft. Im April 1915 war sie Mitunterzeichnerin einer Frankfurter Grußadresse an den pazifistischen Internationalen Frauenkongress in Haag. Das Paar hatte drei Söhne und eine Tochter.
Wie schon sein Vater war Julius Neubronner ein Freund und Förderer der Kronberger Malerkolonie, deren Museum später vorübergehend (bis 2017) im 1. Obergeschoss seines Hauses untergebracht war. Als Jagdpächter ließ er 1903 eine Quelle als „Neubronners-Brunnen“ anlegen, die mit einer kleinen Gedenktafel versehen noch heute im Kronberger Stadtwald existiert.
1907 wurde Neubronner Mitglied der Senckenberg Gesellschaft für Naturforschung.
Ab 1909 wurde Neubronner international bekannt, indem er seine um 1903 erstmals angedachte und 1908 patentierte Erfindung der Brieftaubenfotografie auf der Internationalen Photographischen Ausstellung in Dresden sowie der ersten Internationalen Luftschiffahrtausstellung in Frankfurt am Main einem interessierten Publikum vorstellte. Zuschauer in Dresden konnten das Einfliegen der Tauben beobachten, und die mitgebrachten Luftaufnahmen wurden an Ort und Stelle in Postkarten umgesetzt. Auf der Internationalen Luftschiffer-Ausstellung in Paris erhielt Neubronner zwei goldenen Medaillen, eine für die Methode und eine für die Aufnahmeresultate. Diese Erfindung wurde im Ersten Weltkrieg und auch später versuchsweise zur militärischen Luftaufklärung – erfolglos – eingesetzt. Erwähnungen fand sie in Meyers Konversationslexikon und der Brockhaus Enzyklopädie.

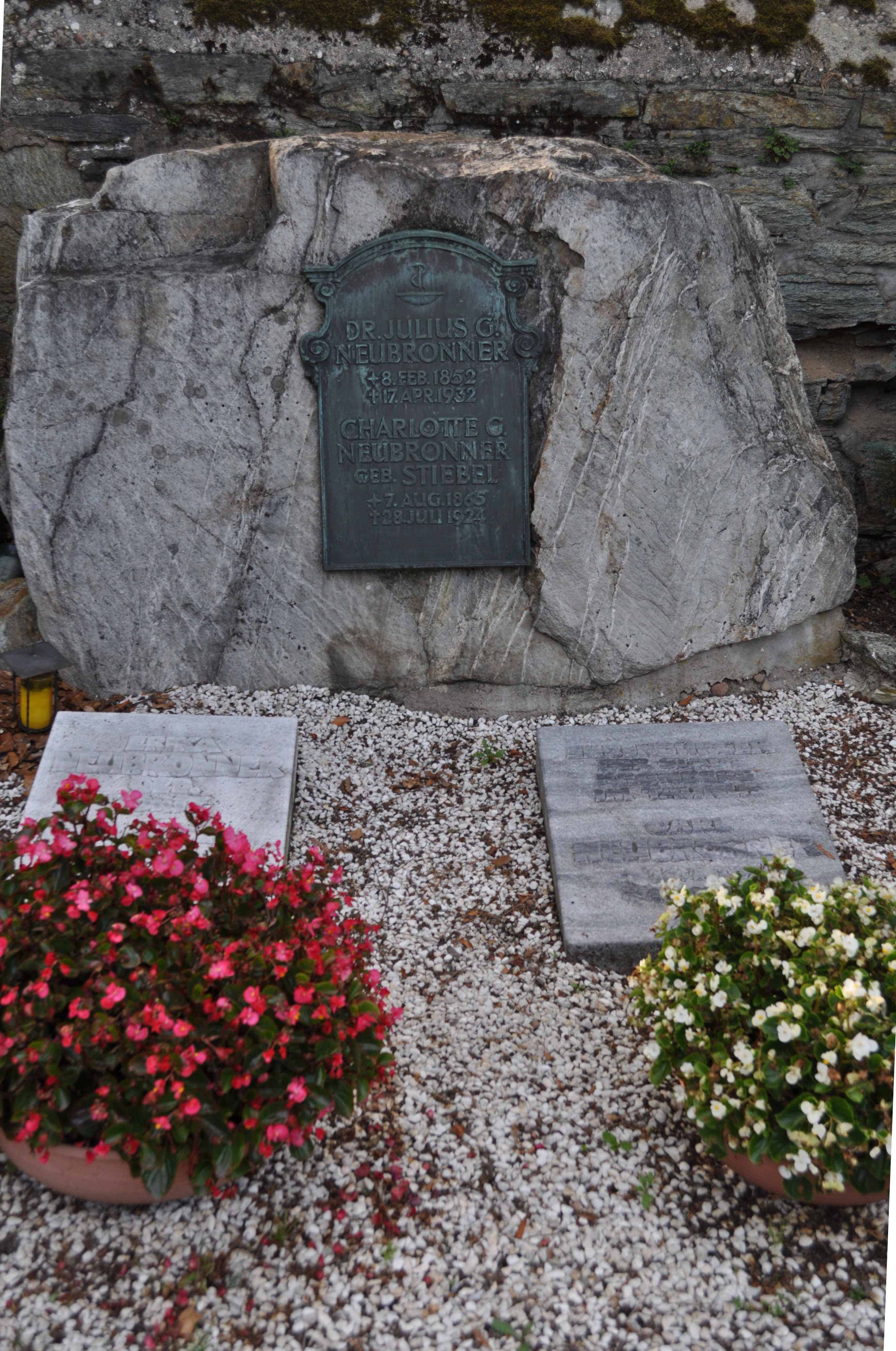
Grab von Julius Neubronner

Er ist auf dem Kronberger Friedhof begraben.

## Nachfolger
Nach Julius Neubronners Tod im Jahr 1932 blieb die Apotheke noch für zwei Generationen im Familienbesitz: 1932–1972 wurde sie von Wilhelm Neubronner geleitet († 23. Mai 1972). Er schrieb ein Buch über Eisstockschießen, das er in Kronberg populär machte, gründete 1928 den Tennis- und Eissportverein Cronberg (TEVC) und war aktiv im Deutschen Eisstock-Verband. 1972–1995 führte die Apotheke sein Sohn Kurt-Heinz Neubronner (* 24. Mai 1926; † 28. Juni 2015), ebenfalls aktiv im TEVC, danach wurde sie verkauft.
Die Klebestreifenfabrik übernahm Julius Neubronners jüngster Sohn Carl Neubronner (* 13. Januar 1896; † 19. November 1997), der sie dann 70 Jahre lang leitete. 1957 erhielt er das Bundesverdienstkreuz erster Klasse, 1966 beteiligte er die Belegschaft am Gewinn des Unternehmens, und er war im Verband der Papier verarbeitenden Industrie aktiv. Carl Neubronner wurde für seine Versuche mit Modellflug bekannt: Mit 16 Jahren entwickelte er das „Raketoplan“, ein raketengetriebenes Modellflugzeug, und die Raketenmodellsportgemeinschaft e. V. vergibt jährlich den Carl-Neubronner-Preis. 1984 wurde er Ehrenbürger von Kronberg. Die Carl Neubronner-Sportstiftung unterstützt seit 1987 den Sport in Kronberg. Carl Neubronner war verheiratet mit Erika Neubronner (* 9. Juni 1923; † 8. Mai 2005). Im April 1997 gründeten sie die Carl und Erika Neubronner-Stiftung, die sozial ausgerichtet ist.

## Belege und Anmerkungen
1. ↑  Otto Renkhoff: Nassauische Biographie: Kurzbiographien aus 13 Jahrhunderten. Historische Kommission für Nassau, 1992, S. 571
2. 1 2  Schobert, Walter (November 1996),  Early amateur films by Julius Neubronner: restored (Memento vom 21. Januar 2013 im Internet Archive) (PDF; 581 kB), Journal of Film Preservation 53, S. 47–48.
3. ↑  Taunusnachrichten am 17. Dezember 2014: Neubronners Brieftaubenfotografie wird im Stadthaus Ulm gezeigt (Abgerufen am 19. Juni 2019.)
4. ↑  Deutsches Biographisches Archiv.
Georg Hirth: Hirth’s Parlaments-Almanach. Fünfte Ausgabe. 1867, S. 79.
5. ↑  Anton Burger 1824–1905: Ausstellung in der Streitkirche Kronberg, kronberger-maler.de.
6. ↑  Märzrevolution in Kronberg 1848 (Memento vom 13. April 2010 im Internet Archive), kronberg.de.
7. 1 2 3 4 5 6 7 8 9 10  Hans Jürgen Schultz: Apotheker, Erfinder und Fabrikant: Hofapotheker Dr. phil. Julius Neubronner (1852–1932). In: Gernot Schäfer und Rüdiger Fiedler (Hrsg.): 125 Jahre Gießener Burschenschaft Frankonia 1872–1997. Selbstverlag der Gießener Burschenschaft Frankonia, Gießen 1997. S. 101–104.
8. ↑  Gießener Burschenschaft Frankonia
9. 1 2 3 4 5 6 7  Neubronner, Julius (1920), 55 Jahre Liebhaberphotograph.
10. 1 2  Verzeichniß der Mitglieder des acad.naturw. Vereins zu Giessen, Nr. 46.
11. ↑  Vorort Cassel der Vereinigung Alter Burschenschafter (Hrsg.): Verzeichnis der Alten Burschenschafter 1925/26, Verlag der Burschenschaftlichen Blätter, Frankfurt am Main 1926, S. 316.
12. ↑  Die Kronberger Streitkirche (Memento vom 30. Juni 2007 im Webarchiv archive.today), hr-online.de.
13. 1 2  Chronik (Memento des Originals vom 22. Januar 2011 im Internet Archive)  Info: Der Archivlink wurde automatisch eingesetzt und noch nicht geprüft. Bitte prüfe Original- und Archivlink gemäß Anleitung und entferne dann diesen Hinweis., hofapothekekronberg.de.
14. ↑   Einblicke in das Leben der Kaiserin (Memento vom 21. März 2006 im Internet Archive), Kronberger Bote 14/2001.
15. ↑  Kempinski Hotel Falkenstein feiert kaiserliches Jubiläum und begeht 2009 auch zwei „hoteleigene“ Jubiläen. 30. Januar 2009, abgerufen am 23. Mai 2021.
16. ↑  Filme von Neubronner. filmarchives-online.de.
17. ↑  Firmengeschichte der Neubronner GmbH & Co. KG. (Memento vom 14. Juli 2011 im Internet Archive) neubronner.com.
18. ↑  Otto Winckelmann:  Fritz Stiebel: Ratschläge für praktische Ärzte. (Memento vom 19. Juli 2011 im Internet Archive) (PDF; 49 kB) Hessisches Ärzteblatt 2/2002. S. 108.
19. ↑  Teutonia und Alemannia. (Memento vom 28. April 2010 im Internet Archive) www.kronberg.de.
20. ↑   Jacques Reiss (Memento vom 31. August 2009 im Internet Archive), kronberg.de.
21. 1 2  125. Geburtstag von Carl Neubronner. In: taunus-nachrichten.de. 13. Januar 2021, abgerufen am 23. Mai 2021.
22. ↑  Internationales Frauenkomitee für Dauernden Frieden: Internationaler Frauenkongress; Haag 28. April – 1. Mai 1915. S. 203.
23. ↑  Ausstellungseröffnung in der Streitkirche. kronberger-maler.de.
24. ↑  Martin von Foerster: Taunusweg 37, Hinweg. (Memento vom 1. Oktober 2015 im Internet Archive) (PDF; 117 kB)
25. ↑  Direktion der Senckenbergischen Naturforschenden Gesellschaft: Bericht der Senckenbergischen Naturforschenden Gesellschaft in Frankfurt am Main 1908.
26. ↑   (Seite nicht mehr abrufbar, festgestellt im April 2018. Suche in Webarchiven),  (Seite nicht mehr abrufbar, festgestellt im April 2018. Suche in Webarchiven).
27. ↑  Stadt gedachte Geburtstag Neubronners (Seite nicht mehr abrufbar, festgestellt im April 2018. Suche in Webarchiven), Kronberger Bote 3/2004.
28. ↑  Archivierte Kopie (Memento vom 7. August 2010 im Internet Archive) (PDF; 5,8 MB)
29. ↑  Archivierte Kopie (Memento vom 12. Juni 2015 im Internet Archive)

| Personendaten    | Personendaten                                                                  |
| ---------------- | ------------------------------------------------------------------------------ |
| NAME             | Neubronner, Julius                                                             |
| ALTERNATIVNAMEN  | Neubronner, Julius Gustav (vollständiger Name)                                 |
| KURZBESCHREIBUNG | deutscher Apotheker, Erfinder, Firmengründer und Pionier der Amateurfotografie |
| GEBURTSDATUM     | 8. Februar 1852                                                                |
| GEBURTSORT       | Kronberg im Taunus                                                             |
| STERBEDATUM      | 17. April 1932                                                                 |
| STERBEORT        | Kronberg im Taunus                                                             |